# إريك ناسيمنتو
إريك ناسيمنتو (2 فبراير 1995 في البرازيل - ) هو لاعب كرة قدم برازيلي في مركز الهجوم. لعب مع غريميو بورتو أليغرينزي ونادي جوفنتودي ونادي فيرانوبوليس ونادي لاجيادينزي.

## وصلات خارجية
- إريك ناسيمنتو على موقع قاعدة بيانات كرة القدم.إي يو (الإنجليزية)
- إريك ناسيمنتو على موقع Soccerway.com (الإنجليزية)